# 鄒鎮豪迷姦案
從2019年至2024年，中華人民共和國籍博士生鄒鎮豪（Zhenhao Zou，1997年2月20日—）在英國倫敦及中華人民共和國多地對多名在英華裔女性及中國女性實施性侵。他不僅多次下藥迷姦受害者，還使用隱藏針孔攝影機拍攝性侵過程。受害者在不知情的情況下遭性侵，其中至少10人被強姦，而鄒鎮豪還將這些行為製成影片。2024年2月，案件東窗事發，倫敦警察廳在其住所查獲大量影片與電子設備，證實他對多名女性實施性侵。
此案於2025年1月在內倫敦刑事法院開庭，鄒鎮豪被指控強姦、偷窺、持有極端色情圖片、非法拘禁和持有管制藥物意圖實施性犯罪。審判於3月5日結束，並宣判鄒鎮豪11項強姦罪名成立，其他罪名亦成立。此外，倫敦警察廳認為，他可能還性侵超過50名女性。鄒鎮豪被該案首席警探凱文·索斯沃思形容「可能是我們在這個國家見過的最猖獗的性侵犯者之一」。

## 生平
鄒鎮豪於1997年2月20日出生於中國廣東省東莞市。其父在一家國有企業工作，據《追新聞》報導指，其父是東莞松山湖高新技術產業開發區相關公司的董事及黨委，而其母則是一名教師。他曾參與中國一檔以「具影響力人士」為參賽者的線上相親節目中亮相。
根據記者的採訪，認識鄒鎮豪的人士，包括從小就認識他的人，無一例外認為鄒鎮豪的人格存在問題，其被形容為「嚴重的性癮患者」，「電話裏全都是女生照片」，並經常炫耀自己的性能力。他們還透露，鄒鎮豪曾請教在中國當醫生的同學幫他開安眠藥，甚至還向同學索取病人的聯繫方式，以便直接從病人手中購買藥物。
鄒鎮豪早年就讀於廣東工業大學。2017年，他移居英國。20歲時，鄒鎮豪前往英國北愛爾蘭的貝爾法斯特女王大學攻讀機械工程學位。2019年9月，他進入倫敦大學學院攻讀機械工程碩士學位，並在2019冠狀病毒病英國疫情期間曾返回中國。隨後他繼續在倫敦大學學院攻讀博士學位。
鄒鎮豪在英國期間生活奢華，先後居住於倫敦市中心的學生宿舍及象堡的高級公寓，而在他在租房網站上的廣告也要求一間隔音效果好的公寓。其積極參與社交活動，包括出入夜總會和舉辦派對，並花費巨資購買名牌服飾及進行整容手術，包括植髮、眼瞼整形、下巴整形及牙齒矯正。他被捕時年28歲，在他被捕後接受警方訊問時，承認曾吸食可卡因和氯胺酮等A類毒品。

## 逮捕和調查
鄒鎮豪的犯罪行為最早於2023年5月引起警方注意，當時一名女性報案稱在其公寓內遭到強姦。然而，由於翻譯問題和報案人當時未堅持追究，報案被擱置，警方最初的處理受到批評。在之后几天該女性在中國社群媒體上發文警告其他人鄒鎮豪的危險。她的貼文引起另一名女性與她聯繫，另一名女性說她也在遇到鄒鎮豪後遭受性侵。2023年11月又有一名女性被强奸后报案，警方开始调查此事。2024年2月，倫敦警察廳在社交媒體上發現該女性對事件的描述，隨即與她聯繫。該女性表示，她被邀請到鄒鎮豪的公寓喝酒，但被強迫飲酒且不被允許離開，最終遭到強姦。
隨後，警方對鄒鎮豪的住所進行搜查，查獲大量證據，包括吸管、玻璃瓶及裝有500毫升1,4-丁二醇的瓶子，以及大量非法藥物，如贊安諾。此外，警方在其公寓內發現一箱路易威登保險套，並查獲氯胺酮、搖頭丸等毒品、隱藏攝像頭，以及大量電子設備，包括筆記型電腦與手機。調查顯示，這些電子設備內含6.5TB數據，包括1270段影片，總時長超過1660小時，其中涉及強姦的影片達58段，以及約900萬條微信訊息，警方使用專門編寫的代碼進行分析。警方也發現他在2020年11月下載如何迷姦女性的「說明手冊」，其在他的手機上發現的一則廣告中，有幾張熟睡的裸女照片，上面寫著「保證效果」。此外，警方還發現受害者的內衣、口紅、香奈兒耳環等物品，而鄒鎮豪囤積這些物品視為「戰利品」。
調查顯示，鄒鎮豪不僅在英國犯案，亦曾在中國實施類似罪行。影片顯示大量身份不明的受害者，警方認為受害者可能多達50名至60名，受害者均是華裔或中國人。這些受害者在影片中看起來是無意識的，並且無法同意性行為，而部分影片甚至沒有顯示受害者的臉部。目前已知的迷姦案受害者中，3人在倫敦受害，7人在中國受害。警方發現，他使用「Pakho」的網名，經常透過社交媒體如微信、小紅書，以及約會應用程式Bumble結識女性，然後以學習或社交為藉口，隨後邀請她們前往其住所，並在飲品中摻入藥物，使對方失去意識後加以性侵，而房間周圍隱藏著秘密攝影頭來捕捉他的行為。影片顯示，受害者因藥物影響無法反抗，言語「含糊不清」，其中一些人明顯「情緒激動」。在其中一段影片中，鄒鎮豪直視攝像頭，而他的受害者則可見左眼周圍及顴骨處有瘀傷。影片的音訊內容為普通話，他不僅無視受害者的求饒，甚至在其中一名受害者痛訴遭到襲擊時嘲弄受害者。
由於鄒鎮豪的作案手法極為隱蔽，警方相信尚有大量受害者未被確認。為此，倫敦警察廳發起國際呼籲，鼓勵任何可能的受害者站出來指證。倫敦警察廳指揮官凱文·索思沃思稱鄒鎮豪是「特別懦弱和狡猾」的罪犯，稱「這些罪行極為陰險，我認為可能還有更多受害者甚至未意識到自己實際上遭到強姦。」在調查過程中，倫敦警察廳獲得中華人民共和國公安部的協助，後者促成其中一名受害者透過視訊遠端作證。而自審判以來，又有24名女性主動聯繫警方報案。

## 審判
鄒鎮豪的審判於2025年1月在內倫敦刑事法院開庭，其被指控11項強姦罪、3項偷窺罪、12項持有極端色情圖片罪、1項非法拘禁罪、8項持有管制藥物意圖實施性犯罪，其中2項強姦罪指控涉及同一名受害者。期間陪審團觀看大量鄒鎮豪拍攝的性侵影片。法官羅西娜·科塔基特指出，觀看這些影片「極其令人痛心」，甚至導致旁觀者「流淚」。
鄒鎮豪不承認案中指控，在辯護中辯稱自己在中國接受嚴格的教育，但沒有性教育。他稱自己特別偏好「時間停止」的色情作品，其稱患有失眠症，並且「對睡中性行為感興趣」。他曾事先向拍攝的女性討論過他的性偏好，拍攝所涉及只是雙方自願的「角色扮演」性行為，而影片中的女性是碩士生、網絡紅人、應召女郎和本科生，而丁二醇則是用來製作保濕霜。但警方報告指，他們檢查證據時，並沒有發現鄒鎮豪對任何「時間停止」色情內容感興趣的跡象。
其中一名已確認身份的受害者作供稱，2023年5月18日，她在鄒鎮豪位於象堡的公寓舉行飲酒派對後，被強迫喝伏特加，她感到醉酒和「失控」，並懇求鄒鎮豪的女性朋友幫助她回家，但鄒鎮豪說服他的朋友離開，聲稱他不能讓醉酒的女人獨自回家，所以她會和他在一起。他把她留在公寓裡，然後強姦了她。她第二天早上醒來時到處尋找內衣，最後在鄒鎮豪的衣櫃裡找到了它，其後她在小紅書和微信上發佈自己的遭遇。另一名已確認身份的受害者作證稱，她曾與鄒鎮豪發生過一次自願性關係，几个月后，2021年9月，她與鄒鎮豪在倫敦唐人街海底撈喝傑克丹尼，最後的記憶是她在街上嘔吐並丟失銀行卡，然後醒來發現鄒鎮豪在強姦她。
2025年3月5日，陪審團裁定鄒鎮豪11項強姦罪，3項偷窺罪、10項持有極端色情圖片罪、1項非法拘禁罪、3項持有管制藥物意圖實施性犯罪罪名成立，另2項持有極端色情圖片罪、5項持有管制藥物意圖實施性犯罪的指控罪名不成立。法官羅西娜·科塔基特表示，鄒鎮豪是一名「危險且具有掠奪性」的罪犯，並稱6月19日宣判時，鄒鎮豪將面臨「非常長的」刑期。

### 判決
2025年6月19日，鄒鎮豪被判處終身監禁，且須至少服刑24年才有資格申請假釋。主審法官羅西娜·科塔基特指出，鄒鎮豪雖是「非常聰明的年輕人」，卻以「迷人的外表」包裝其「性掠奪者」的真面目。她指出，鄒的行為是有預謀、有系統的性侵，「毫不留情地」把受害者當作「滿足慾望的工具」，對她們造成「深遠且破壞性的影響」。科塔基特法官稱，鄒鎮豪對「操控女性」抱有病態興趣，受害者彷彿是他精心操弄的一場遊戲中的「棋子」。
在量刑陳詞中，法官提到鄒鎮豪曾對女性聲稱「她們別無選擇，只能服從」，即使她們懇求他停手，他仍繼續施暴。她更提及一段由鄒鎮豪本人拍攝的影片，畫面中一名受害者在遭到重複侵犯時，不斷哭喊着母親的名字。
法官進一步指出，鄒鎮豪是一個「極具操控力且高智商」的危險人物，「完全無法理解何為真正的同意」。她認為，基於其「扭曲的思想與行為模式」，鄒鎮豪構成「持續且高度的威脅」。她認為鄒鎮豪「在未來很長一段時間內，仍有再次犯罪的重大風險」。
而報導指，鄒鎮豪即使刑期屆滿，若假釋委員會判定他仍具風險，他可能終生無法出獄。

## 反應
倫敦警察廳警官凱文·索斯沃思將鄒鎮豪描述為「我們在這個國家見過的最猖獗的性侵犯者之一……鄒鎮豪顯然是一個墮落而懦弱的人，他以最卑鄙的方式掠奪受害者。」檢察官凱瑟琳·法雷利稱，鄒鎮豪表面上看起來是「一個聰明而迷人的年輕人」，但背後卻是「一個連橫性侵犯者、偷窺狂和強姦犯」，形容「他是披著羊皮的狼，是每個女人的惡夢。」
英國皇家檢察署的塞拉·派克表示：「我衷心感謝那些勇敢站出來揭發鄒鎮豪惡行的女性。她們展現了極大的堅強與勇氣，毫無疑問，她們的證詞對於我們今日能夠成功定罪至關重要。」
倫敦大學學院稱得知鄒鎮豪指控後，其於2024年1月27日被停學。倫敦大學學院校長兼教務長麥可·史賓塞表示：「我們對這些可怕的罪行感到震驚。我們的心與倖存者同在，我們希望向那些舉報這些罪行並在審判中提供證據的女性的勇敢致敬。」
鄒鎮豪的案件在中國社交媒體微博上引起廣泛關注和憤怒。許多中國網民呼籲對他處以嚴厲懲罰，並質疑為何中國媒體在報導中將其照片打碼。一些網民希望他永遠留在監獄，不要返回中國。在社交媒體平台小紅書上也有類似的評論。
《衛報》就此案向中國駐英國大使館請求置評，大使館沒有回應請求。

## 外部鏈結
- OPERATION VERONICASTRUM （维罗尼卡斯特姆行动） – 线索信息征集——倫敦警察廳正在為此案徵集線索，呼籲受害者及知情人士提供相關信息的專門網頁。
- 鄒鎮豪迷姦案判決書